# Програм Космос
Програм Космос је совјетски и касније руски војни и научно-истраживачки програм, у склопу којег је лансирано више од 2400 вјештачких сателита под називом Космос.
Прво лансирање је обављено 16. марта 1962. Сателити су били за војне, научне и медицинске намјене. Лансирани су са космодрома Бајконур и Плесецк, а до 1980-их и из базе Капустин Јар. Планови за нова лансирања су и из Амурске области Русије.
Назив Космос је често дат и другим сателитима који нису функционисали како треба. Ово је на примјер био случај са мисијама на Мјесец и Венеру које су биле неуспјешне послије лансирања. Са овим се вјероватно покушавала постићи тајност намјене, и подићи службени број успјелих мисија.

## Летови програма Космос
Име мисије, година лансирања:
- Космос-1, 1962.
- Космос-2, 1962.
- Космос-3, 1962.
- Космос-4, 1962.
- Космос-5, 1962.
- Космос-6, 1962.
- Космос-7, 1962.
- Космос-8, 1962.
- Космос-9, 1962.
- Космос-10, 1962.
- Космос-11, 1962.
- Космос-12, 1962.
- Космос-13, 1963.
- Космос-14, 1963.
- Космос-15, 1963.
- Космос-16, 1963.
- Космос-17, 1963.
- Космос-18, 1963.
- Космос-19, 1963.
- Космос-20, 1963.
- Космос-21, 1963.
- Космос-22, 1963.
- Космос-23, 1963.
- Космос-24, 1963.
- Космос-25, 1964.
- Космос-26, 1964.
- Космос-27, 1964.
- Космос-28, 1964.
- Космос-29, 1964.
- Космос-30, 1964.
- Космос-31, 1964.
- Космос-32, 1964.
- Космос-33, 1964.
- Космос-34, 1964.
- Космос-35, 1964.
- Космос-36, 1964.
- Космос-37, 1964.
- Космос-38, 1964.
- Космос-39, 1964.
- Космос-40, 1964.
- Космос-41, 1964.
- Космос-42, 1964.
- Космос-43, 1964.
- Космос-44, 1964.
- Космос-45, 1964.
- Космос-46, 1964.
- Космос-47, 1964.
- Космос-48, 1964.
- Космос-49, 1964.
- Космос-50, 1964.
- Космос-51, 1964.
- Космос-52, 1965.
- Космос-53, 1965.
- Космос-54, 1965.
- Космос-55, 1965.
- Космос-56, 1965.
- Космос-57, 1965.
- Космос-58, 1965.
- Космос-59, 1965.
- Космос-60, 1965.
- Космос-61, 1965.
- Космос-62, 1965.
- Космос-63, 1965.
- Космос-64, 1965.
- Космос-65, 1965.
- Космос-66, 1965.
- Космос-67, 1965.
- Космос-68, 1965.
- Космос-69, 1965.
- Космос-70, 1965.
- Космос-71, 1965.
- Космос-72, 1965.
- Космос-73, 1965.
- Космос-74, 1965.
- Космос-75, 1965.
- Космос-76, 1965.
- Космос-77, 1965.
- Космос-78, 1965.
- Космос-79, 1965.
- Космос-80, 1965.
- Космос-81, 1965.
- Космос-82, 1965.
- Космос-83, 1965.
- Космос-84, 1965.
- Космос-85, 1965.
- Космос-86, 1965.
- Космос-87, 1965.
- Космос-88, 1965.
- Космос-89, 1965.
- Космос-90, 1965.
- Космос-91, 1965.
- Космос-92, 1965.
- Космос-93, 1965.
- Космос-94, 1965.
- Космос-95, 1965.
- Космос-96, 1965.
- Космос-97, 1965.
- Космос-98, 1965.
- Космос-99, 1965.
- Космос-100, 1965.
- Космос-101, 1965.
- Космос-102, 1965.
- Космос-103, 1965.
- Космос-104, 1966.
- Космос-105, 1966.
- Космос-106, 1966.
- Космос-107, 1966.
- Космос-108, 1966.
- Космос-109, 1966.
- Космос-110, 1966.
- Космос-111, 1966.
- Космос-112, 1966.
- Космос-113, 1966.
- Космос-114, 1966.
- Космос-115, 1966.
- Космос-116, 1966.
- Космос-117, 1966.
- Космос-118, 1966.
- Космос-119, 1966.
- Космос-120, 1966.
- Космос-121, 1966.
- Космос-122, 1966.
- Космос-123, 1966.
- Космос-124, 1966.
- Космос-125, 1966.
- Космос-126, 1966.
- Космос-127, 1966.
- Космос-128, 1966.
- Космос-129, 1966.
- Космос-130, 1966.
- Космос-131, 1966.
- Космос-132, 1966.
- Космос-133, 1966.
- Космос-134, 1966.
- Космос-135, 1966.
- Космос-136, 1966.
- Космос-137, 1966.
- Космос-138, 1967.
- Космос-139, 1967.
- Космос-140, 1967.
- Космос-141, 1967.
- Космос-142, 1967.
- Космос-143, 1967.
- Космос-144, 1967.
- Космос-145, 1967.
- Космос-146, 1967.
- Космос-147, 1967.
- Космос-148, 1967.
- Космос-149, 1967.
- Космос-150, 1967.
- Космос-151, 1967.
- Космос-152, 1967.
- Космос-153, 1967.
- Космос-154, 1967.
- Космос-155, 1967.
- Космос-156, 1967.
- Космос-157, 1967.
- Космос-158, 1967.
- Космос-159, 1967.
- Космос-160, 1967.
- Космос-161, 1967.
- Космос-162, 1967.
- Космос-163, 1967.
- Космос-164, 1967.
- Космос-165, 1967.
- Космос-166, 1967.
- Космос-167, 1967.
- Космос-168, 1967.
- Космос-169, 1967.
- Космос-170, 1967.
- Космос-171, 1967.
- Космос-172, 1967.
- Космос-173, 1967.
- Космос-174, 1967.
- Космос-175, 1967.
- Космос-176, 1967.
- Космос-177, 1967.
- Космос-178, 1967.
- Космос-179, 1967.
- Космос-180, 1967.
- Космос-181, 1967.
- Космос-182, 1967.
- Космос-183, 1967.
- Космос-184, 1967.
- Космос-185, 1967.
- Космос-186, 1967.
- Космос-187, 1967.
- Космос-188, 1967.
- Космос-189, 1967.
- Космос-190, 1967.
- Космос-191, 1967.
- Космос-192, 1967.
- Космос-193, 1967.
- Космос-194, 1967.
- Космос-195, 1967.
- Космос-196, 1967.
- Космос-197, 1967.
- Космос-198, 1967.
- Космос-199, 1968.
- Космос-200, 1968.
- Космос-201, 1968.
- Космос-202, 1968.
- Космос-203, 1968.
- Космос-204, 1968.
- Космос-205, 1968.
- Космос-206, 1968.
- Космос-207, 1968.
- Космос-208, 1968.
- Космос-209, 1968.
- Космос-210, 1968.
- Космос-211, 1968.
- Космос-212, 1968.
- Космос-213, 1968.
- Космос-214, 1968.
- Космос-215, 1968.
- Космос-216, 1968.
- Космос-217, 1968.
- Космос-218, 1968.
- Космос-219, 1968.
- Космос-220, 1968.
- Космос-221, 1968.
- Космос-222, 1968.
- Космос-223, 1968.
- Космос-224, 1968.
- Космос-225, 1968.
- Космос-226, 1968.
- Космос-227, 1968.
- Космос-228, 1968.
- Космос-229, 1968.
- Космос-230, 1968.
- Космос-231, 1968.
- Космос-232, 1968.
- Космос-233, 1968.
- Космос-234, 1968.
- Космос-235, 1968.
- Космос-236, 1968.
- Космос-237, 1968.
- Космос-238, 1968.
- Космос-239, 1968.
- Космос-240, 1968.
- Космос-241, 1968.
- Космос-242, 1968.
- Космос-243, 1968.
- Космос-244, 1968.
- Космос-245, 1968.
- Космос-246, 1968.
- Космос-247, 1968.
- Космос-248, 1968.
- Космос-249, 1968.
- Космос-250, 1968.
- Космос-251, 1968.
- Космос-252, 1968.
- Космос-253, 1968.
- Космос-254, 1968.
- Космос-255, 1968.
- Космос-256, 1968.
- Космос-257, 1968.
- Космос-258, 1968.
- Космос-259, 1968.
- Космос-260, 1968.
- Космос-261, 1968.
- Космос-262, 1968.
- Космос-263, 1969.
- Космос-264, 1969.
- Космос-265, 1969.
- Космос-266, 1969.
- Космос-267, 1969.
- Космос-268, 1969.
- Космос-269, 1969.
- Космос-270, 1969.
- Космос-271, 1969.
- Космос-272, 1969.
- Космос-273, 1969.
- Космос-274, 1969.
- Космос-275, 1969.
- Космос-276, 1969.
- Космос-277, 1969.
- Космос-278, 1969.
- Космос-279, 1969.
- Космос-280, 1969.
- Космос-281, 1969.
- Космос-282, 1969.
- Космос-283, 1969.
- Космос-284, 1969.
- Космос-285, 1969.
- Космос-286, 1969.
- Космос-287, 1969.
- Космос-288, 1969.
- Космос-289, 1969.
- Космос-290, 1969.
- Космос-291, 1969.
- Космос-292, 1969.
- Космос-293, 1969.
- Космос-294, 1969.
- Космос-295, 1969.
- Космос-296, 1969.
- Космос-297, 1969.
- Космос-298, 1969.
- Космос-299, 1969.
- Космос-300, 1969.
- Космос-301, 1969.
- Космос-302, 1969.
- Космос-303, 1969.
- Космос-304, 1969.
- Космос-305, 1969.
- Космос-306, 1969.
- Космос-307, 1969.
- Космос-308, 1969.
- Космос-309, 1969.
- Космос-310, 1969.
- Космос-311, 1969.
- Космос-312, 1969.
- Космос-313, 1969.
- Космос-314, 1969.
- Космос-315, 1969.
- Космос-316, 1969.
- Космос-317, 1969.
- Космос-318, 1970.
- Космос-319, 1970.
- Космос-320, 1970.
- Космос-321, 1970.
- Космос-322, 1970.
- Космос-323, 1970.
- Космос-324, 1970.
- Космос-325, 1970.
- Космос-326, 1970.
- Космос-327, 1970.
- Космос-328, 1970.
- Космос-329, 1970.
- Космос-330, 1970.
- Космос-331, 1970.
- Космос-332, 1970.
- Космос-333, 1970.
- Космос-334, 1970.
- Космос-335, 1970.
- Космос-336, 1970.
- Космос-337, 1970.
- Космос-338, 1970.
- Космос-339, 1970.
- Космос-340, 1970.
- Космос-341, 1970.
- Космос-342, 1970.
- Космос-343, 1970.
- Космос-344, 1970.
- Космос-345, 1970.
- Космос-346, 1970.
- Космос-347, 1970.
- Космос-348, 1970.
- Космос-349, 1970.
- Космос-350, 1970.
- Космос-351, 1970.
- Космос-352, 1970.
- Космос-353, 1970.
- Космос-354, 1970.
- Космос-355, 1970.
- Космос-356, 1970.
- Космос-357, 1970.
- Космос-358, 1970.
- Космос-359, 1970.
- Космос-360, 1970.
- Космос-361, 1970.
- Космос-362, 1970.
- Космос-363, 1970.
- Космос-364, 1970.
- Космос-365, 1970.
- Космос-366, 1970.
- Космос-367, 1970.
- Космос-368, 1970.
- Космос-369, 1970.
- Космос-370, 1970.
- Космос-371, 1970.
- Космос-372, 1970.
- Космос-373, 1970.
- Космос-374, 1970.
- Космос-375, 1970.
- Космос-376, 1970.
- Космос-377, 1970.
- Космос-378, 1970.
- Космос-379, 1970.
- Космос-380, 1970.
- Космос-381, 1970.
- Космос-382, 1970.
- Космос-383, 1970.
- Космос-384, 1970.
- Космос-385, 1970.
- Космос-386, 1970.
- Космос-387, 1970.
- Космос-388, 1970.
- Космос-389, 1970.
- Космос-390, 1971.
- Космос-391, 1971.
- Космос-392, 1971.
- Космос-393, 1971.
- Космос-394, 1971.
- Космос-395, 1971.
- Космос-396, 1971.
- Космос-397, 1971.
- Космос-398, 1971.
- Космос-399, 1971.
- Космос-400, 1971.
- Космос-401, 1971.
- Космос-402, 1971.
- Космос-403, 1971.
- Космос-404, 1971.
- Космос-405, 1971.
- Космос-406, 1971.
- Космос-407, 1971.
- Космос-408, 1971.
- Космос-409, 1971.
- Космос-410, 1971.
- Космос-411, 1971.
- Космос-412, 1971.
- Космос-413, 1971.
- Космос-414, 1971.
- Космос-415, 1971.
- Космос-416, 1971.
- Космос-417, 1971.
- Космос-418, 1971.
- Космос-419, 1971.
- Космос-420, 1971.
- Космос-421, 1971.
- Космос-422, 1971.
- Космос-423, 1971.
- Космос-424, 1971.
- Космос-425, 1971.
- Космос-426, 1971.
- Космос-427, 1971.
- Космос-428, 1971.
- Космос-429, 1971.
- Космос-430, 1971.
- Космос-431, 1971.
- Космос-432, 1971.
- Космос-433, 1971.
- Космос-434, 1971.
- Космос-435, 1971.
- Космос-436, 1971.
- Космос-437, 1971.
- Космос-438, 1971.
- Космос-439, 1971.
- Космос-440, 1971.
- Космос-441, 1971.
- Космос-442, 1971.
- Космос-443, 1971.
- Космос-444, 1971.
- Космос-445, 1971.
- Космос-446, 1971.
- Космос-447, 1971.
- Космос-448, 1971.
- Космос-449, 1971.
- Космос-450, 1971.
- Космос-451, 1971.
- Космос-452, 1971.
- Космос-453, 1971.
- Космос-454, 1971.
- Космос-455, 1971.
- Космос-456, 1971.
- Космос-457, 1971.
- Космос-458, 1971.
- Космос-459, 1971.
- Космос-460, 1971.
- Космос-461, 1971.
- Космос-462, 1971.
- Космос-463, 1971.
- Космос-464, 1971.
- Космос-465, 1971.
- Космос-466, 1971.
- Космос-467, 1971.
- Космос-468, 1971.
- Космос-469, 1971.
- Космос-470, 1971.
- Космос-471, 1972.
- Космос-472, 1972.
- Космос-473, 1972.
- Космос-474, 1972.
- Космос-475, 1972.
- Космос-476, 1972.
- Космос-477, 1972.
- Космос-478, 1972.
- Космос-479, 1972.
- Космос-480, 1972.
- Космос-481, 1972.
- Космос-482, 1972.
- Космос-483, 1972.
- Космос-484, 1972.
- Космос-485, 1972.
- Космос-486, 1972.
- Космос-487, 1972.
- Космос-488, 1972.
- Космос-489, 1972.
- Космос-490, 1972.
- Космос-491, 1972.
- Космос-492, 1972.
- Космос-493, 1972.
- Космос-494, 1972.
- Космос-495, 1972.
- Космос-496, 1972.
- Космос-497, 1972.
- Космос-498, 1972.
- Космос-499, 1972.
- Космос-500, 1972.
- Космос-501, 1972.
- Космос-502, 1972.
- Космос-503, 1972.
- Космос-504, 1972.
- Космос-505, 1972.
- Космос-506, 1972.
- Космос-507, 1972.
- Космос-508, 1972.
- Космос-509, 1972.
- Космос-510, 1972.
- Космос-511, 1972.
- Космос-512, 1972.
- Космос-513, 1972.
- Космос-514, 1972.
- Космос-515, 1972.
- Космос-516, 1972.
- Космос-517, 1972.
- Космос-518, 1972.
- Космос-519, 1972.
- Космос-520, 1972.
- Космос-521, 1972.
- Космос-522, 1972.
- Космос-523, 1972.
- Космос-524, 1972.
- Космос-525, 1972.
- Космос-526, 1972.
- Космос-527, 1972.
- Космос-528, 1972.
- Космос-529, 1972.
- Космос-530, 1972.
- Космос-531, 1972.
- Космос-532, 1972.
- Космос-533, 1972.
- Космос-534, 1972.
- Космос-535, 1972.
- Космос-536, 1972.
- Космос-537, 1972.
- Космос-538, 1972.
- Космос-539, 1972.
- Космос-540, 1972.
- Космос-541, 1972.
- Космос-542, 1972.
- Космос-543, 1973.
- Космос-544, 1973.
- Космос-545, 1973.
- Космос-546, 1973.
- Космос-547, 1973.
- Космос-548, 1973.
- Космос-549, 1973.
- Космос-550, 1973.
- Космос-551, 1973.
- Космос-552, 1973.
- Космос-553, 1973.
- Космос-554, 1973.
- Космос-555, 1973.
- Космос-556, 1973.
- Космос-557, 1973.
- Космос-558, 1973.
- Космос-559, 1973.
- Космос-560, 1973.
- Космос-561, 1973.
- Космос-562, 1973.
- Космос-563, 1973.
- Космос-564, 1973.
- Космос-565, 1973.
- Космос-566, 1973.
- Космос-567, 1973.
- Космос-568, 1973.
- Космос-569, 1973.
- Космос-570, 1973.
- Космос-571, 1973.
- Космос-572, 1973.
- Космос-573, 1973.
- Космос-574, 1973.
- Космос-575, 1973.
- Космос-576, 1973.
- Космос-577, 1973.
- Космос-578, 1973.
- Космос-579, 1973.
- Космос-580, 1973.
- Космос-581, 1973.
- Космос-582, 1973.
- Космос-583, 1973.
- Космос-584, 1973.
- Космос-585, 1973.
- Космос-586, 1973.
- Космос-587, 1973.
- Космос-588, 1973.
- Космос-589, 1973.
- Космос-590, 1973.
- Космос-591, 1973.
- Космос-592, 1973.
- Космос-593, 1973.
- Космос-594, 1973.
- Космос-595, 1973.
- Космос-596, 1973.
- Космос-597, 1973.
- Космос-598, 1973.
- Космос-599, 1973.
- Космос-600, 1973.
- Космос-601, 1973.
- Космос-602, 1973.
- Космос-603, 1973.
- Космос-604, 1973.
- Космос-606, 1973.
- Космос-607, 1973.
- Космос-608, 1973.
- Космос-609, 1973.
- Космос-610, 1973.
- Космос-611, 1973.
- Космос-612, 1973.
- Космос-613, 1973.
- Космос-614, 1973.
- Космос-615, 1973.
- Космос-616, 1973.
- Космос-617, 1973.
- Космос-618, 1973.
- Космос-619, 1973.
- Космос-620, 1973.
- Космос-621, 1973.
- Космос-622, 1973.
- Космос-623, 1973.
- Космос-624, 1973.
- Космос-625, 1973.
- Космос-626, 1973.
- Космос-627, 1973.
- Космос-628, 1974.
- Космос-629, 1974.
- Космос-630, 1974.
- Космос-631, 1974.
- Космос-632, 1974.
- Космос-633, 1974.
- Космос-634, 1974.
- Космос-635, 1974.
- Космос-636, 1974.
- Космос-637, 1974.
- Космос-638, 1974.
- Космос-639, 1974.
- Космос-640, 1974.
- Космос-641, 1974.
- Космос-642, 1974.
- Космос-643, 1974.
- Космос-644, 1974.
- Космос-645, 1974.
- Космос-646, 1974.
- Космос-647, 1974.
- Космос-648, 1974.
- Космос-649, 1974.
- Космос-650, 1974.
- Космос-651, 1974.
- Космос-652, 1974.
- Космос-653, 1974.
- Космос-654, 1974.
- Космос-655, 1974.
- Космос-656, 1974.
- Космос-657, 1974.
- Космос-658, 1974.
- Космос-659, 1974.
- Космос-660, 1974.
- Космос-661, 1974.
- Космос-662, 1974.
- Космос-663, 1974.
- Космос-664, 1974.
- Космос-665, 1974.
- Космос-666, 1974.
- Космос-667, 1974.
- Космос-668, 1974.
- Космос-669, 1974.
- Космос-670, 1974.
- Космос-671, 1974.
- Космос-672, 1974.
- Космос-673, 1974.
- Космос-674, 1974.
- Космос-675, 1974.
- Космос-676, 1974.
- Космос-677, 1974.
- Космос-678, 1974.
- Космос-679, 1974.
- Космос-680, 1974.
- Космос-681, 1974.
- Космос-682, 1974.
- Космос-683, 1974.
- Космос-684, 1974.
- Космос-685, 1974.
- Космос-686, 1974.
- Космос-687, 1974.
- Космос-688, 1974.
- Космос-689, 1974.
- Космос-691, 1974.
- Космос-692, 1974.
- Космос-693, 1974.
- Космос-694, 1974.
- Космос-695, 1974.
- Космос-696, 1974.
- Космос-697, 1974.
- Космос-698, 1974.
- Космос-699, 1974.
- Космос-700, 1974.
- Космос-701, 1974.
- Космос-702, 1975.
- Космос-703, 1975.
- Космос-704, 1975.
- Космос-705, 1975.
- Космос-706, 1975.
- Космос-707, 1975.
- Космос-708, 1975.
- Космос-709, 1975.
- Космос-710, 1975.
- Космос-711, 1975.
- Космос-712, 1975.
- Космос-713, 1975.
- Космос-714, 1975.
- Космос-715, 1975.
- Космос-716, 1975.
- Космос-717, 1975.
- Космос-718, 1975.
- Космос-719, 1975.
- Космос-720, 1975.
- Космос-721, 1975.
- Космос-722, 1975.
- Космос-723, 1975.
- Космос-724, 1975.
- Космос-725, 1975.
- Космос-726, 1975.
- Космос-727, 1975.
- Космос-728, 1975.
- Космос-729, 1975.
- Космос-730, 1975.
- Космос-731, 1975.
- Космос-732, 1975.
- Космос-733, 1975.
- Космос-734, 1975.
- Космос-735, 1975.
- Космос-736, 1975.
- Космос-737, 1975.
- Космос-738, 1975.
- Космос-739, 1975.
- Космос-740, 1975.
- Космос-741, 1975.
- Космос-742, 1975.
- Космос-743, 1975.
- Космос-744, 1975.
- Космос-745, 1975.
- Космос-746, 1975.
- Космос-747, 1975.
- Космос-748, 1975.
- Космос-749, 1975.
- Космос-750, 1975.
- Космос-751, 1975.
- Космос-752, 1975.
- Космос-753, 1975.
- Космос-754, 1975.
- Космос-755, 1975.
- Космос-756, 1975.
- Космос-757, 1975.
- Космос-758, 1975.
- Космос-759, 1975.
- Космос-760, 1975.
- Космос-761, 1975.
- Космос-762, 1975.
- Космос-763, 1975.
- Космос-764, 1975.
- Космос-765, 1975.
- Космос-766, 1975.
- Космос-767, 1975.
- Космос-768, 1975.
- Космос-769, 1975.
- Космос-770, 1975.
- Космос-771, 1975.
- Космос-772, 1975.
- Космос-773, 1975.
- Космос-774, 1975.
- Космос-775, 1975.
- Космос-776, 1975.
- Космос-777, 1975.
- Космос-778, 1975.
- Космос-779, 1975.
- Космос-780, 1975.
- Космос-781, 1975.
- Космос-783, 1975.
- Космос-784, 1975.
- Космос-785, 1975.
- Космос-786, 1975.
- Космос-787, 1976.
- Космос-788, 1976.
- Космос-789, 1976.
- Космос-790, 1976.
- Космос-791, 1976.
- Космос-792, 1976.
- Космос-793, 1976.
- Космос-794, 1976.
- Космос-795, 1976.
- Космос-796, 1976.
- Космос-797, 1976.
- Космос-798, 1976.
- Космос-799, 1976.
- Космос-800, 1976.
- Космос-801, 1976.
- Космос-802, 1976.
- Космос-803, 1976.
- Космос-804, 1976.
- Космос-805, 1976.
- Космос-806, 1976.
- Космос-807, 1976.
- Космос-808, 1976.
- Космос-809, 1976.
- Космос-810, 1976.
- Космос-811, 1976.
- Космос-812, 1976.
- Космос-813, 1976.
- Космос-814, 1976.
- Космос-815, 1976.
- Космос-816, 1976.
- Космос-817, 1976.
- Космос-818, 1976.
- Космос-819, 1976.
- Космос-820, 1976.
- Космос-821, 1976.
- Космос-822, 1976.
- Космос-823, 1976.
- Космос-824, 1976.
- Космос-825, 1976.
- Космос-826, 1976.
- Космос-827, 1976.
- Космос-828, 1976.
- Космос-829, 1976.
- Космос-830, 1976.
- Космос-831, 1976.
- Космос-832, 1976.
- Космос-833, 1976.
- Космос-834, 1976.
- Космос-835, 1976.
- Космос-836, 1976.
- Космос-837, 1976.
- Космос-838, 1976.
- Космос-839, 1976.
- Космос-840, 1976.
- Космос-841, 1976.
- Космос-842, 1976.
- Космос-843, 1976.
- Космос-844, 1976.
- Космос-845, 1976.
- Космос-846, 1976.
- Космос-847, 1976.
- Космос-848, 1976.
- Космос-849, 1976.
- Космос-850, 1976.
- Космос-851, 1976.
- Космос-852, 1976.
- Космос-853, 1976.
- Космос-854, 1976.
- Космос-855, 1976.
- Космос-856, 1976.
- Космос-857, 1976.
- Космос-858, 1976.
- Космос-859, 1976.
- Космос-860, 1976.
- Космос-861, 1976.
- Космос-862, 1976.
- Космос-863, 1976.
- Космос-864, 1976.
- Космос-865, 1976.
- Космос-866, 1976.
- Космос-867, 1976.
- Космос-868, 1976.
- Космос-869, 1976.
- Космос-870, 1976.
- Космос-871, 1976.
- Космос-872, 1976.
- Космос-873, 1976.
- Космос-874, 1976.
- Космос-875, 1976.
- Космос-876, 1976.
- Космос-877, 1976.
- Космос-878, 1976.
- Космос-879, 1976.
- Космос-880, 1976.
- Космос-881, 1976.
- Космос-882, 1976.
- Космос-883, 1976.
- Космос-884, 1976.
- Космос-885, 1976.
- Космос-886, 1976.
- Космос-887, 1976.
- Космос-888, 1977.
- Космос-889, 1977.
- Космос-890, 1977.
- Космос-891, 1977.
- Космос-892, 1977.
- Космос-893, 1977.
- Космос-894, 1977.
- Космос-895, 1977.
- Космос-896, 1977.
- Космос-897, 1977.
- Космос-898, 1977.
- Космос-899, 1977.
- Космос-900, 1977.
- Космос-901, 1977.
- Космос-902, 1977.
- Космос-903, 1977.
- Космос-904, 1977.
- Космос-905, 1977.
- Космос-906, 1977.
- Космос-907, 1977.
- Космос-908, 1977.
- Космос-909, 1977.
- Космос-910, 1977.
- Космос-911, 1977.
- Космос-912, 1977.
- Космос-913, 1977.
- Космос-914, 1977.
- Космос-915, 1977.
- Космос-916, 1977.
- Космос-917, 1977.
- Космос-918, 1977.
- Космос-919, 1977.
- Космос-920, 1977.
- Космос-921, 1977.
- Космос-922, 1977.
- Космос-923, 1977.
- Космос-924, 1977.
- Космос-925, 1977.
- Космос-926, 1977.
- Космос-927, 1977.
- Космос-928, 1977.
- Космос-929, 1977.
- Космос-930, 1977.
- Космос-931, 1977.
- Космос-932, 1977.
- Космос-933, 1977.
- Космос-934, 1977.
- Космос-935, 1977.
- Космос-937, 1977.
- Космос-938, 1977.
- Космос-939, 1977.
- Космос-940, 1977.
- Космос-941, 1977.
- Космос-942, 1977.
- Космос-943, 1977.
- Космос-944, 1977.
- Космос-945, 1977.
- Космос-946, 1977.
- Космос-947, 1977.
- Космос-948, 1977.
- Космос-949, 1977.
- Космос-950, 1977.
- Космос-951, 1977.
- Космос-952, 1977.
- Космос-953, 1977.
- Космос-954, 1977.
- Космос-955, 1977.
- Космос-956, 1977.
- Космос-957, 1977.
- Космос-958, 1977.
- Космос-959, 1977.
- Космос-960, 1977.
- Космос-961, 1977.
- Космос-962, 1977.
- Космос-963, 1977.
- Космос-964, 1977.
- Космос-965, 1977.
- Космос-966, 1977.
- Космос-967, 1977.
- Космос-968, 1977.
- Космос-969, 1977.
- Космос-970, 1977.
- Космос-971, 1977.
- Космос-972, 1977.
- Космос-973, 1977.
- Космос-974, 1978.
- Космос-975, 1978.
- Космос-976, 1978.
- Космос-977, 1978.
- Космос-978, 1978.
- Космос-979, 1978.
- Космос-980, 1978.
- Космос-981, 1978.
- Космос-982, 1978.
- Космос-983, 1978.
- Космос-984, 1978.
- Космос-985, 1978.
- Космос-986, 1978.
- Космос-987, 1978.
- Космос-988, 1978.
- Космос-989, 1978.
- Космос-990, 1978.
- Космос-991, 1978.
- Космос-992, 1978.
- Космос-993, 1978.
- Космос-994, 1978.
- Космос-995, 1978.
- Космос-996, 1978.
- Космос-997, 1978.
- Космос-998, 1978.
- Космос-999, 1978.
- Космос-1000, 1978.
- Космос-1001, 1978.
- Космос-1002, 1978.
- Космос-1003, 1978.
- Космос-1004, 1978.
- Космос-1005, 1978.
- Космос-1006, 1978.
- Космос-1007, 1978.
- Космос-1008, 1978.
- Космос-1009, 1978.
- Космос-1010, 1978.
- Космос-1011, 1978.
- Космос-1012, 1978.
- Космос-1013, 1978.
- Космос-1014, 1978.
- Космос-1015, 1978.
- Космос-1016, 1978.
- Космос-1017, 1978.
- Космос-1018, 1978.
- Космос-1019, 1978.
- Космос-1020, 1978.
- Космос-1021, 1978.
- Космос-1022, 1978.
- Космос-1023, 1978.
- Космос-1024, 1978.
- Космос-1025, 1978.
- Космос-1026, 1978.
- Космос-1027, 1978.
- Космос-1028, 1978.
- Космос-1029, 1978.
- Космос-1030, 1978.
- Космос-1031, 1978.
- Космос-1032, 1978.
- Космос-1033, 1978.
- Космос-1034, 1978.
- Космос-1035, 1978.
- Космос-1036, 1978.
- Космос-1037, 1978.
- Космос-1038, 1978.
- Космос-1039, 1978.
- Космос-1040, 1978.
- Космос-1041, 1978.
- Космос-1042, 1978.
- Космос-1043, 1978.
- Космос-1044, 1978.
- Космос-1045, 1978.
- Космос-1046, 1978.
- Космос-1047, 1978.
- Космос-1048, 1978.
- Космос-1049, 1978.
- Космос-1050, 1978.
- Космос-1051, 1978.
- Космос-1052, 1978.
- Космос-1053, 1978.
- Космос-1054, 1978.
- Космос-1055, 1978.
- Космос-1056, 1978.
- Космос-1057, 1978.
- Космос-1058, 1978.
- Космос-1059, 1978.
- Космос-1060, 1978.
- Космос-1061, 1978.
- Космос-1062, 1978.
- Космос-1063, 1978.
- Космос-1064, 1978.
- Космос-1065, 1978.
- Космос-1066, 1978.
- Космос-1067, 1978.
- Космос-1068, 1978.
- Космос-1069, 1978.
- Космос-1070, 1979.
- Космос-1071, 1979.
- Космос-1072, 1979.
- Космос-1073, 1979.
- Космос-1074, 1979.
- Космос-1075, 1979.
- Космос-1076, 1979.
- Космос-1077, 1979.
- Космос-1078, 1979.
- Космос-1079, 1979.
- Космос-1080, 1979.
- Космос-1081, 1979.
- Космос-1082, 1979.
- Космос-1083, 1979.
- Космос-1084, 1979.
- Космос-1085, 1979.
- Космос-1086, 1979.
- Космос-1087, 1979.
- Космос-1088, 1979.
- Космос-1089, 1979.
- Космос-1090, 1979.
- Космос-1091, 1979.
- Космос-1092, 1979.
- Космос-1093, 1979.
- Космос-1094, 1979.
- Космос-1095, 1979.
- Космос-1096, 1979.
- Космос-1097, 1979.
- Космос-1098, 1979.
- Космос-1099, 1979.
- Космос-1100, 1979.
- Космос-1101, 1979.
- Космос-1102, 1979.
- Космос-1103, 1979.
- Космос-1104, 1979.
- Космос-1105, 1979.
- Космос-1106, 1979.
- Космос-1107, 1979.
- Космос-1108, 1979.
- Космос-1109, 1979.
- Космос-1110, 1979.
- Космос-1111, 1979.
- Космос-1112, 1979.
- Космос-1113, 1979.
- Космос-1114, 1979.
- Космос-1115, 1979.
- Космос-1116, 1979.
- Космос-1117, 1979.
- Космос-1118, 1979.
- Космос-1119, 1979.
- Космос-1120, 1979.
- Космос-1121, 1979.
- Космос-1122, 1979.
- Космос-1123, 1979.
- Космос-1124, 1979.
- Космос-1125, 1979.
- Космос-1126, 1979.
- Космос-1127, 1979.
- Космос-1128, 1979.
- Космос-1130, 1979.
- Космос-1131, 1979.
- Космос-1132, 1979.
- Космос-1133, 1979.
- Космос-1134, 1979.
- Космос-1135, 1979.
- Космос-1136, 1979.
- Космос-1137, 1979.
- Космос-1138, 1979.
- Космос-1139, 1979.
- Космос-1140, 1979.
- Космос-1141, 1979.
- Космос-1142, 1979.
- Космос-1143, 1979.
- Космос-1144, 1979.
- Космос-1145, 1979.
- Космос-1146, 1979.
- Космос-1147, 1979.
- Космос-1148, 1979.
- Космос-1149, 1980.
- Космос-1150, 1980.
- Космос-1151, 1980.
- Космос-1152, 1980.
- Космос-1153, 1980.
- Космос-1154, 1980.
- Космос-1155, 1980.
- Космос-1156, 1980.
- Космос-1157, 1980.
- Космос-1158, 1980.
- Космос-1159, 1980.
- Космос-1160, 1980.
- Космос-1161, 1980.
- Космос-1162, 1980.
- Космос-1163, 1980.
- Космос-1164, 1980.
- Космос-1165, 1980.
- Космос-1166, 1980.
- Космос-1167, 1980.
- Космос-1168, 1980.
- Космос-1169, 1980.
- Космос-1170, 1980.
- Космос-1171, 1980.
- Космос-1172, 1980.
- Космос-1173, 1980.
- Космос-1174, 1980.
- Космос-1175, 1980.
- Космос-1176, 1980.
- Космос-1177, 1980.
- Космос-1178, 1980.
- Космос-1179, 1980.
- Космос-1180, 1980.
- Космос-1181, 1980.
- Космос-1182, 1980.
- Космос-1183, 1980.
- Космос-1184, 1980.
- Космос-1185, 1980.
- Космос-1186, 1980.
- Космос-1187, 1980.
- Космос-1188, 1980.
- Космос-1189, 1980.
- Космос-1190, 1980.
- Космос-1191, 1980.
- Космос-1192, 1980.
- Космос-1193, 1980.
- Космос-1194, 1980.
- Космос-1195, 1980.
- Космос-1196, 1980.
- Космос-1197, 1980.
- Космос-1198, 1980.
- Космос-1199, 1980.
- Космос-1200, 1980.
- Космос-1201, 1980.
- Космос-1202, 1980.
- Космос-1203, 1980.
- Космос-1204, 1980.
- Космос-1205, 1980.
- Космос-1206, 1980.
- Космос-1207, 1980.
- Космос-1208, 1980.
- Космос-1209, 1980.
- Космос-1210, 1980.
- Космос-1211, 1980.
- Космос-1212, 1980.
- Космос-1213, 1980.
- Космос-1214, 1980.
- Космос-1215, 1980.
- Космос-1216, 1980.
- Космос-1217, 1980.
- Космос-1218, 1980.
- Космос-1219, 1980.
- Космос-1220, 1980.
- Космос-1221, 1980.
- Космос-1222, 1980.
- Космос-1223, 1980.
- Космос-1224, 1980.
- Космос-1225, 1980.
- Космос-1226, 1980.
- Космос-1227, 1980.
- Космос-1228, 1980.
- Космос-1229, 1980.
- Космос-1230, 1980.
- Космос-1231, 1980.
- Космос-1232, 1980.
- Космос-1233, 1980.
- Космос-1234, 1980.
- Космос-1235, 1980.
- Космос-1236, 1980.
- Космос-1237, 1981.
- Космос-1238, 1981.
- Космос-1239, 1981.
- Космос-1240, 1981.
- Космос-1241, 1981.
- Космос-1242, 1981.
- Космос-1243, 1981.
- Космос-1244, 1981.
- Космос-1245, 1981.
- Космос-1246, 1981.
- Космос-1247, 1981.
- Космос-1248, 1981.
- Космос-1249, 1981.
- Космос-1250, 1981.
- Космос-1251, 1981.
- Космос-1252, 1981.
- Космос-1253, 1981.
- Космос-1254, 1981.
- Космос-1255, 1981.
- Космос-1256, 1981.
- Космос-1257, 1981.
- Космос-1258, 1981.
- Космос-1259, 1981.
- Космос-1260, 1981.
- Космос-1261, 1981.
- Космос-1262, 1981.
- Космос-1263, 1981.
- Космос-1264, 1981.
- Космос-1265, 1981.
- Космос-1266, 1981.
- Космос-1267, 1981.
- Космос-1268, 1981.
- Космос-1269, 1981.
- Космос-1270, 1981.
- Космос-1271, 1981.
- Космос-1272, 1981.
- Космос-1273, 1981.
- Космос-1274, 1981.
- Космос-1275, 1981.
- Космос-1276, 1981.
- Космос-1277, 1981.
- Космос-1278, 1981.
- Космос-1279, 1981.
- Космос-1280, 1981.
- Космос-1281, 1981.
- Космос-1282, 1981.
- Космос-1283, 1981.
- Космос-1284, 1981.
- Космос-1285, 1981.
- Космос-1286, 1981.
- Космос-1287, 1981.
- Космос-1288, 1981.
- Космос-1289, 1981.
- Космос-1290, 1981.
- Космос-1291, 1981.
- Космос-1292, 1981.
- Космос-1293, 1981.
- Космос-1294, 1981.
- Космос-1295, 1981.
- Космос-1296, 1981.
- Космос-1297, 1981.
- Космос-1298, 1981.
- Космос-1299, 1981.
- Космос-1300, 1981.
- Космос-1301, 1981.
- Космос-1302, 1981.
- Космос-1303, 1981.
- Космос-1304, 1981.
- Космос-1305, 1981.
- Космос-1306, 1981.
- Космос-1307, 1981.
- Космос-1308, 1981.
- Космос-1309, 1981.
- Космос-1310, 1981.
- Космос-1311, 1981.
- Космос-1312, 1981.
- Космос-1313, 1981.
- Космос-1314, 1981.
- Космос-1315, 1981.
- Космос-1316, 1981.
- Космос-1317, 1981.
- Космос-1318, 1981.
- Космос-1319, 1981.
- Космос-1320, 1981.
- Космос-1321, 1981.
- Космос-1322, 1981.
- Космос-1323, 1981.
- Космос-1324, 1981.
- Космос-1325, 1981.
- Космос-1326, 1981.
- Космос-1327, 1981.
- Космос-1328, 1981.
- Космос-1329, 1981.
- Космос-1330, 1981.
- Космос-1331, 1982.
- Космос-1332, 1982.
- Космос-1333, 1982.
- Космос-1334, 1982.
- Космос-1335, 1982.
- Космос-1336, 1982.
- Космос-1337, 1982.
- Космос-1338, 1982.
- Космос-1339, 1982.
- Космос-1340, 1982.
- Космос-1341, 1982.
- Космос-1342, 1982.
- Космос-1343, 1982.
- Космос-1344, 1982.
- Космос-1345, 1982.
- Космос-1346, 1982.
- Космос-1347, 1982.
- Космос-1348, 1982.
- Космос-1349, 1982.
- Космос-1350, 1982.
- Космос-1351, 1982.
- Космос-1352, 1982.
- Космос-1353, 1982.
- Космос-1354, 1982.
- Космос-1355, 1982.
- Космос-1356, 1982.
- Космос-1357, 1982.
- Космос-1358, 1982.
- Космос-1359, 1982.
- Космос-1360, 1982.
- Космос-1361, 1982.
- Космос-1362, 1982.
- Космос-1363, 1982.
- Космос-1364, 1982.
- Космос-1365, 1982.
- Космос-1366, 1982.
- Космос-1367, 1982.
- Космос-1368, 1982.
- Космос-1369, 1982.
- Космос-1370, 1982.
- Космос-1371, 1982.
- Космос-1372, 1982.
- Космос-1373, 1982.
- Космос-1374, 1982.
- Космос-1375, 1982.
- Космос-1376, 1982.
- Космос-1377, 1982.
- Космос-1378, 1982.
- Космос-1379, 1982.
- Космос-1380, 1982.
- Космос-1381, 1982.
- Космос-1382, 1982.
- Космос-1383, 1982.
- Космос-1384, 1982.
- Космос-1385, 1982.
- Космос-1386, 1982.
- Космос-1387, 1982.
- Космос-1388, 1982.
- Космос-1389, 1982.
- Космос-1390, 1982.
- Космос-1391, 1982.
- Космос-1392, 1982.
- Космос-1393, 1982.
- Космос-1394, 1982.
- Космос-1395, 1982.
- Космос-1396, 1982.
- Космос-1397, 1982.
- Космос-1398, 1982.
- Космос-1399, 1982.
- Космос-1400, 1982.
- Космос-1401, 1982.
- Космос-1402, 1982.
- Космос-1403, 1982.
- Космос-1404, 1982.
- Космос-1405, 1982.
- Космос-1406, 1982.
- Космос-1407, 1982.
- Космос-1408, 1982.
- Космос-1409, 1982.
- Космос-1410, 1982.
- Космос-1411, 1982.
- Космос-1412, 1982.
- Космос-1413, 1982.
- Космос-1414, 1982.
- Космос-1415, 1982.
- Космос-1416, 1982.
- Космос-1417, 1982.
- Космос-1418, 1982.
- Космос-1419, 1982.
- Космос-1420, 1982.
- Космос-1421, 1982.
- Космос-1422, 1982.
- Космос-1423, 1982.
- Космос-1424, 1982.
- Космос-1425, 1982.
- Космос-1426, 1982.
- Космос-1427, 1982.
- Космос-1428, 1983.
- Космос-1429, 1983.
- Космос-1430, 1983.
- Космос-1431, 1983.
- Космос-1432, 1983.
- Космос-1433, 1983.
- Космос-1434, 1983.
- Космос-1435, 1983.
- Космос-1436, 1983.
- Космос-1437, 1983.
- Космос-1438, 1983.
- Космос-1439, 1983.
- Космос-1440, 1983.
- Космос-1441, 1983.
- Космос-1442, 1983.
- Космос-1443, 1983.
- Космос-1444, 1983.
- Космос-1445, 1983.
- Космос-1446, 1983.
- Космос-1447, 1983.
- Космос-1448, 1983.
- Космос-1449, 1983.
- Космос-1450, 1983.
- Космос-1451, 1983.
- Космос-1452, 1983.
- Космос-1453, 1983.
- Космос-1454, 1983.
- Космос-1455, 1983.
- Космос-1456, 1983.
- Космос-1457, 1983.
- Космос-1458, 1983.
- Космос-1459, 1983.
- Космос-1460, 1983.
- Космос-1461, 1983.
- Космос-1462, 1983.
- Космос-1463, 1983.
- Космос-1464, 1983.
- Космос-1465, 1983.
- Космос-1466, 1983.
- Космос-1467, 1983.
- Космос-1468, 1983.
- Космос-1469, 1983.
- Космос-1470, 1983.
- Космос-1471, 1983.
- Космос-1472, 1983.
- Космос-1473, 1983.
- Космос-1474, 1983.
- Космос-1475, 1983.
- Космос-1476, 1983.
- Космос-1477, 1983.
- Космос-1478, 1983.
- Космос-1479, 1983.
- Космос-1480, 1983.
- Космос-1481, 1983.
- Космос-1482, 1983.
- Космос-1483, 1983.
- Космос-1484, 1983.
- Космос-1485, 1983.
- Космос-1486, 1983.
- Космос-1487, 1983.
- Космос-1488, 1983.
- Космос-1489, 1983.
- Космос-1490, 1983.
- Космос-1491, 1983.
- Космос-1492, 1983.
- Космос-1493, 1983.
- Космос-1494, 1983.
- Космос-1495, 1983.
- Космос-1496, 1983.
- Космос-1497, 1983.
- Космос-1498, 1983.
- Космос-1499, 1983.
- Космос-1500, 1983.
- Космос-1501, 1983.
- Космос-1502, 1983.
- Космос-1503, 1983.
- Космос-1504, 1983.
- Космос-1505, 1983.
- Космос-1506, 1983.
- Космос-1507, 1983.
- Космос-1508, 1983.
- Космос-1509, 1983.
- Космос-1510, 1983.
- Космос-1511, 1983.
- Космос-1512, 1983.
- Космос-1513, 1983.
- Космос-1515, 1983.
- Космос-1516, 1983.
- Космос-1517, 1983.
- Космос-1518, 1983.
- Космос-1519, 1983.
- Космос-1520, 1983.
- Космос-1521, 1983.
- Космос-1522, 1984.
- Космос-1523, 1984.
- Космос-1524, 1984.
- Космос-1525, 1984.
- Космос-1526, 1984.
- Космос-1527, 1984.
- Космос-1528, 1984.
- Космос-1529, 1984.
- Космос-1530, 1984.
- Космос-1531, 1984.
- Космос-1532, 1984.
- Космос-1533, 1984.
- Космос-1534, 1984.
- Космос-1535, 1984.
- Космос-1536, 1984.
- Космос-1537, 1984.
- Космос-1538, 1984.
- Космос-1539, 1984.
- Космос-1540, 1984.
- Космос-1541, 1984.
- Космос-1542, 1984.
- Космос-1543, 1984.
- Космос-1544, 1984.
- Космос-1545, 1984.
- Космос-1546, 1984.
- Космос-1547, 1984.
- Космос-1548, 1984.
- Космос-1549, 1984.
- Космос-1550, 1984.
- Космос-1551, 1984.
- Космос-1552, 1984.
- Космос-1553, 1984.
- Космос-1554, 1984.
- Космос-1555, 1984.
- Космос-1556, 1984.
- Космос-1557, 1984.
- Космос-1558, 1984.
- Космос-1559, 1984.
- Космос-1560, 1984.
- Космос-1561, 1984.
- Космос-1562, 1984.
- Космос-1563, 1984.
- Космос-1564, 1984.
- Космос-1565, 1984.
- Космос-1566, 1984.
- Космос-1567, 1984.
- Космос-1568, 1984.
- Космос-1569, 1984.
- Космос-1570, 1984.
- Космос-1571, 1984.
- Космос-1572, 1984.
- Космос-1573, 1984.
- Космос-1574, 1984.
- Космос-1575, 1984.
- Космос-1576, 1984.
- Космос-1577, 1984.
- Космос-1578, 1984.
- Космос-1579, 1984.
- Космос-1580, 1984.
- Космос-1581, 1984.
- Космос-1582, 1984.
- Космос-1583, 1984.
- Космос-1584, 1984.
- Космос-1585, 1984.
- Космос-1586, 1984.
- Космос-1587, 1984.
- Космос-1588, 1984.
- Космос-1589, 1984.
- Космос-1590, 1984.
- Космос-1591, 1984.
- Космос-1592, 1984.
- Космос-1593, 1984.
- Космос-1594, 1984.
- Космос-1595, 1984.
- Космос-1596, 1984.
- Космос-1597, 1984.
- Космос-1598, 1984.
- Космос-1599, 1984.
- Космос-1600, 1984.
- Космос-1601, 1984.
- Космос-1602, 1984.
- Космос-1603, 1984.
- Космос-1604, 1984.
- Космос-1605, 1984.
- Космос-1606, 1984.
- Космос-1607, 1984.
- Космос-1608, 1984.
- Космос-1609, 1984.
- Космос-1610, 1984.
- Космос-1611, 1984.
- Космос-1612, 1984.
- Космос-1613, 1984.
- Космос-1614, 1984.
- Космос-1615, 1984.
- Космос-1616, 1985.
- Космос-1617, 1985.
- Космос-1618, 1985.
- Космос-1619, 1985.
- Космос-1620, 1985.
- Космос-1621, 1985.
- Космос-1622, 1985.
- Космос-1623, 1985.
- Космос-1624, 1985.
- Космос-1625, 1985.
- Космос-1626, 1985.
- Космос-1627, 1985.
- Космос-1628, 1985.
- Космос-1629, 1985.
- Космос-1630, 1985.
- Космос-1631, 1985.
- Космос-1632, 1985.
- Космос-1633, 1985.
- Космос-1634, 1985.
- Космос-1635, 1985.
- Космос-1636, 1985.
- Космос-1637, 1985.
- Космос-1638, 1985.
- Космос-1639, 1985.
- Космос-1640, 1985.
- Космос-1641, 1985.
- Космос-1642, 1985.
- Космос-1643, 1985.
- Космос-1644, 1985.
- Космос-1646, 1985.
- Космос-1647, 1985.
- Космос-1648, 1985.
- Космос-1649, 1985.
- Космос-1650, 1985.
- Космос-1651, 1985.
- Космос-1652, 1985.
- Космос-1653, 1985.
- Космос-1654, 1985.
- Космос-1655, 1985.
- Космос-1656, 1985.
- Космос-1657, 1985.
- Космос-1658, 1985.
- Космос-1659, 1985.
- Космос-1660, 1985.
- Космос-1661, 1985.
- Космос-1662, 1985.
- Космос-1663, 1985.
- Космос-1664, 1985.
- Космос-1665, 1985.
- Космос-1666, 1985.
- Космос-1668, 1985.
- Космос-1669, 1985.
- Космос-1670, 1985.
- Космос-1671, 1985.
- Космос-1672, 1985.
- Космос-1673, 1985.
- Космос-1674, 1985.
- Космос-1675, 1985.
- Космос-1676, 1985.
- Космос-1677, 1985.
- Космос-1678, 1985.
- Космос-1679, 1985.
- Космос-1680, 1985.
- Космос-1681, 1985.
- Космос-1682, 1985.
- Космос-1683, 1985.
- Космос-1684, 1985.
- Космос-1685, 1985.
- Космос-1686, 1985.
- Космос-1687, 1985.
- Космос-1688, 1985.
- Космос-1689, 1985.
- Космос-1690, 1985.
- Космос-1691, 1985.
- Космос-1692, 1985.
- Космос-1693, 1985.
- Космос-1694, 1985.
- Космос-1695, 1985.
- Космос-1696, 1985.
- Космос-1697, 1985.
- Космос-1698, 1985.
- Космос-1699, 1985.
- Космос-1700, 1985.
- Космос-1701, 1985.
- Космос-1702, 1985.
- Космос-1703, 1985.
- Космос-1704, 1985.
- Космос-1705, 1985.
- Космос-1706, 1985.
- Космос-1707, 1985.
- Космос-1708, 1985.
- Космос-1709, 1985.
- Космос-1710, 1985.
- Космос-1711, 1985.
- Космос-1712, 1985.
- Космос-1713, 1985.
- Космос-1714, 1985.
- Космос-1715, 1986.
- Космос-1716, 1986.
- Космос-1717, 1986.
- Космос-1718, 1986.
- Космос-1719, 1986.
- Космос-1720, 1986.
- Космос-1721, 1986.
- Космос-1722, 1986.
- Космос-1723, 1986.
- Космос-1724, 1986.
- Космос-1725, 1986.
- Космос-1726, 1986.
- Космос-1727, 1986.
- Космос-1728, 1986.
- Космос-1729, 1986.
- Космос-1730, 1986.
- Космос-1731, 1986.
- Космос-1732, 1986.
- Космос-1733, 1986.
- Космос-1734, 1986.
- Космос-1735, 1986.
- Космос-1736, 1986.
- Космос-1737, 1986.
- Космос-1738, 1986.
- Космос-1739, 1986.
- Космос-1740, 1986.
- Космос-1741, 1986.
- Космос-1742, 1986.
- Космос-1743, 1986.
- Космос-1744, 1986.
- Космос-1745, 1986.
- Космос-1746, 1986.
- Космос-1747, 1986.
- Космос-1748, 1986.
- Космос-1749, 1986.
- Космос-1750, 1986.
- Космос-1751, 1986.
- Космос-1752, 1986.
- Космос-1753, 1986.
- Космос-1754, 1986.
- Космос-1755, 1986.
- Космос-1756, 1986.
- Космос-1757, 1986.
- Космос-1758, 1986.
- Космос-1759, 1986.
- Космос-1760, 1986.
- Космос-1761, 1986.
- Космос-1762, 1986.
- Космос-1763, 1986.
- Космос-1764, 1986.
- Космос-1765, 1986.
- Космос-1766, 1986.
- Космос-1767, 1986.
- Космос-1768, 1986.
- Космос-1769, 1986.
- Космос-1770, 1986.
- Космос-1771, 1986.
- Космос-1772, 1986.
- Космос-1773, 1986.
- Космос-1774, 1986.
- Космос-1775, 1986.
- Космос-1776, 1986.
- Космос-1777, 1986.
- Космос-1778, 1986.
- Космос-1779, 1986.
- Космос-1780, 1986.
- Космос-1781, 1986.
- Космос-1782, 1986.
- Космос-1783, 1986.
- Космос-1784, 1986.
- Космос-1785, 1986.
- Космос-1786, 1986.
- Космос-1787, 1986.
- Космос-1788, 1986.
- Космос-1789, 1986.
- Космос-1790, 1986.
- Космос-1791, 1986.
- Космос-1792, 1986.
- Космос-1793, 1986.
- Космос-1794, 1986.
- Космос-1795, 1986.
- Космос-1796, 1986.
- Космос-1797, 1986.
- Космос-1798, 1986.
- Космос-1799, 1986.
- Космос-1800, 1986.
- Космос-1801, 1986.
- Космос-1802, 1986.
- Космос-1803, 1986.
- Космос-1804, 1986.
- Космос-1805, 1986.
- Космос-1806, 1986.
- Космос-1807, 1986.
- Космос-1808, 1986.
- Космос-1810, 1986.
- Космос-1811, 1987.
- Космос-1812, 1987.
- Космос-1813, 1987.
- Космос-1814, 1987.
- Космос-1815, 1987.
- Космос-1816, 1987.
- Космос-1817, 1987.
- Космос-1818, 1987.
- Космос-1819, 1987.
- Космос-1820, 1987.
- Космос-1821, 1987.
- Космос-1822, 1987.
- Космос-1823, 1987.
- Космос-1824, 1987.
- Космос-1825, 1987.
- Космос-1826, 1987.
- Космос-1827, 1987.
- Космос-1828, 1987.
- Космос-1829, 1987.
- Космос-1830, 1987.
- Космос-1831, 1987.
- Космос-1832, 1987.
- Космос-1833, 1987.
- Космос-1834, 1987.
- Космос-1835, 1987.
- Космос-1836, 1987.
- Космос-1837, 1987.
- Космос-1838, 1987.
- Космос-1839, 1987.
- Космос-1840, 1987.
- Космос-1842, 1987.
- Космос-1843, 1987.
- Космос-1844, 1987.
- Космос-1845, 1987.
- Космос-1846, 1987.
- Космос-1847, 1987.
- Космос-1848, 1987.
- Космос-1849, 1987.
- Космос-1850, 1987.
- Космос-1851, 1987.
- Космос-1852, 1987.
- Космос-1853, 1987.
- Космос-1854, 1987.
- Космос-1855, 1987.
- Космос-1856, 1987.
- Космос-1857, 1987.
- Космос-1858, 1987.
- Космос-1859, 1987.
- Космос-1860, 1987.
- Космос-1861, 1987.
- Космос-1862, 1987.
- Космос-1863, 1987.
- Космос-1864, 1987.
- Космос-1865, 1987.
- Космос-1866, 1987.
- Космос-1867, 1987.
- Космос-1868, 1987.
- Космос-1869, 1987.
- Космос-1870, 1987.
- Космос-1871, 1987.
- Космос-1872, 1987.
- Космос-1873, 1987.
- Космос-1874, 1987.
- Космос-1875, 1987.
- Космос-1876, 1987.
- Космос-1877, 1987.
- Космос-1878, 1987.
- Космос-1879, 1987.
- Космос-1880, 1987.
- Космос-1881, 1987.
- Космос-1882, 1987.
- Космос-1883, 1987.
- Космос-1884, 1987.
- Космос-1885, 1987.
- Космос-1886, 1987.
- Космос-1887, 1987.
- Космос-1888, 1987.
- Космос-1889, 1987.
- Космос-1890, 1987.
- Космос-1891, 1987.
- Космос-1892, 1987.
- Космос-1893, 1987.
- Космос-1894, 1987.
- Космос-1895, 1987.
- Космос-1896, 1987.
- Космос-1897, 1987.
- Космос-1898, 1987.
- Космос-1899, 1987.
- Космос-1900, 1987.
- Космос-1901, 1987.
- Космос-1902, 1987.
- Космос-1903, 1987.
- Космос-1904, 1987.
- Космос-1905, 1987.
- Космос-1906, 1987.
- Космос-1907, 1987.
- Космос-1908, 1988.
- Космос-1909, 1988.
- Космос-1910, 1988.
- Космос-1911, 1988.
- Космос-1912, 1988.
- Космос-1913, 1988.
- Космос-1914, 1988.
- Космос-1915, 1988.
- Космос-1916, 1988.
- Космос-1917, 1988.
- Космос-1918, 1988.
- Космос-1919, 1988.
- Космос-1920, 1988.
- Космос-1921, 1988.
- Космос-1922, 1988.
- Космос-1923, 1988.
- Космос-1924, 1988.
- Космос-1925, 1988.
- Космос-1926, 1988.
- Космос-1927, 1988.
- Космос-1928, 1988.
- Космос-1929, 1988.
- Космос-1930, 1988.
- Космос-1931, 1988.
- Космос-1932, 1988.
- Космос-1933, 1988.
- Космос-1934, 1988.
- Космос-1935, 1988.
- Космос-1936, 1988.
- Космос-1937, 1988.
- Космос-1938, 1988.
- Космос-1939, 1988.
- Космос-1940, 1988.
- Космос-1941, 1988.
- Космос-1942, 1988.
- Космос-1943, 1988.
- Космос-1944, 1988.
- Космос-1945, 1988.
- Космос-1946, 1988.
- Космос-1947, 1988.
- Космос-1948, 1988.
- Космос-1949, 1988.
- Космос-1950, 1988.
- Космос-1951, 1988.
- Космос-1952, 1988.
- Космос-1953, 1988.
- Космос-1954, 1988.
- Космос-1955, 1988.
- Космос-1956, 1988.
- Космос-1957, 1988.
- Космос-1958, 1988.
- Космос-1959, 1988.
- Космос-1960, 1988.
- Космос-1961, 1988.
- Космос-1962, 1988.
- Космос-1963, 1988.
- Космос-1964, 1988.
- Космос-1965, 1988.
- Космос-1966, 1988.
- Космос-1967, 1988.
- Космос-1968, 1988.
- Космос-1969, 1988.
- Космос-1970, 1988.
- Космос-1971, 1988.
- Космос-1972, 1988.
- Космос-1973, 1988.
- Космос-1974, 1988.
- Космос-1975, 1988.
- Космос-1976, 1988.
- Космос-1977, 1988.
- Космос-1978, 1988.
- Космос-1979, 1988.
- Космос-1980, 1988.
- Космос-1981, 1988.
- Космос-1982, 1988.
- Космос-1983, 1988.
- Космос-1984, 1988.
- Космос-1985, 1988.
- Космос-1986, 1988.
- Космос-1987, 1989.
- Космос-1988, 1989.
- Космос-1989, 1989.
- Космос-1990, 1989.
- Космос-1991, 1989.
- Космос-1992, 1989.
- Космос-1993, 1989.
- Космос-1994, 1989.
- Космос-1995, 1989.
- Космос-1996, 1989.
- Космос-1997, 1989.
- Космос-1998, 1989.
- Космос-1999, 1989.
- Космос-2000, 1989.
- Космос-2001, 1989.
- Космос-2002, 1989.
- Космос-2003, 1989.
- Космос-2004, 1989.
- Космос-2005, 1989.
- Космос-2006, 1989.
- Космос-2007, 1989.
- Космос-2008, 1989.
- Космос-2009, 1989.
- Космос-2010, 1989.
- Космос-2011, 1989.
- Космос-2012, 1989.
- Космос-2013, 1989.
- Космос-2014, 1989.
- Космос-2015, 1989.
- Космос-2016, 1989.
- Космос-2017, 1989.
- Космос-2018, 1989.
- Космос-2019, 1989.
- Космос-2020, 1989.
- Космос-2021, 1989.
- Космос-2022, 1989.
- Космос-2023, 1989.
- Космос-2024, 1989.
- Космос-2025, 1989.
- Космос-2026, 1989.
- Космос-2027, 1989.
- Космос-2028, 1989.
- Космос-2029, 1989.
- Космос-2030, 1989.
- Космос-2031, 1989.
- Космос-2032, 1989.
- Космос-2033, 1989.
- Космос-2034, 1989.
- Космос-2035, 1989.
- Космос-2036, 1989.
- Космос-2037, 1989.
- Космос-2038, 1989.
- Космос-2039, 1989.
- Космос-2040, 1989.
- Космос-2041, 1989.
- Космос-2042, 1989.
- Космос-2043, 1989.
- Космос-2045, 1989.
- Космос-2046, 1989.
- Космос-2047, 1989.
- Космос-2048, 1989.
- Космос-2049, 1989.
- Космос-2050, 1989.
- Космос-2051, 1989.
- Космос-2052, 1989.
- Космос-2053, 1989.
- Космос-2054, 1989.
- Космос-2055, 1990.
- Космос-2056, 1990.
- Космос-2057, 1990.
- Космос-2058, 1990.
- Космос-2059, 1990.
- Космос-2060, 1990.
- Космос-2061, 1990.
- Космос-2062, 1990.
- Космос-2063, 1990.
- Космос-2064, 1990.
- Космос-2065, 1990.
- Космос-2066, 1990.
- Космос-2067, 1990.
- Космос-2068, 1990.
- Космос-2069, 1990.
- Космос-2070, 1990.
- Космос-2071, 1990.
- Космос-2072, 1990.
- Космос-2073, 1990.
- Космос-2074, 1990.
- Космос-2075, 1990.
- Космос-2076, 1990.
- Космос-2077, 1990.
- Космос-2078, 1990.
- Космос-2079, 1990.
- Космос-2080, 1990.
- Космос-2081, 1990.
- Космос-2082, 1990.
- Космос-2083, 1990.
- Космос-2084, 1990.
- Космос-2085, 1990.
- Космос-2086, 1990.
- Космос-2087, 1990.
- Космос-2088, 1990.
- Космос-2089, 1990.
- Космос-2090, 1990.
- Космос-2091, 1990.
- Космос-2092, 1990.
- Космос-2093, 1990.
- Космос-2094, 1990.
- Космос-2095, 1990.
- Космос-2096, 1990.
- Космос-2097, 1990.
- Космос-2098, 1990.
- Космос-2099, 1990.
- Космос-2100, 1990.
- Космос-2101, 1990.
- Космос-2102, 1990.
- Космос-2103, 1990.
- Космос-2104, 1990.
- Космос-2105, 1990.
- Космос-2106, 1990.
- Космос-2107, 1991.
- Космос-2108, 1990.
- Космос-2109, 1991.
- Космос-2110, 1990.
- Космос-2111, 1990.
- Космос-2112, 1990.
- Космос-2113, 1990.
- Космос-2114, 1990.
- Космос-2115, 1990.
- Космос-2116, 1990.
- Космос-2117, 1990.
- Космос-2118, 1990.
- Космос-2119, 1990.
- Космос-2120, 1990.
- Космос-2121, 1991.
- Космос-2122, 1991.
- Космос-2123, 1991.
- Космос-2124, 1991.
- Космос-2125, 1991.
- Космос-2126, 1991.
- Космос-2127, 1991.
- Космос-2128, 1991.
- Космос-2129, 1991.
- Космос-2130, 1991.
- Космос-2131, 1991.
- Космос-2132, 1991.
- Космос-2133, 1991.
- Космос-2134, 1991.
- Космос-2135, 1991.
- Космос-2136, 1991.
- Космос-2137, 1991.
- Космос-2138, 1991.
- Космос-2139, 1991.
- Космос-2140, 1991.
- Космос-2141, 1991.
- Космос-2142, 1991.
- Космос-2143, 1991.
- Космос-2144, 1991.
- Космос-2145, 1991.
- Космос-2146, 1991.
- Космос-2147, 1991.
- Космос-2148, 1991.
- Космос-2149, 1991.
- Космос-2150, 1991.
- Космос-2151, 1991.
- Космос-2152, 1991.
- Космос-2153, 1991.
- Космос-2154, 1991.
- Космос-2155, 1991.
- Космос-2156, 1991.
- Космос-2157, 1991.
- Космос-2158, 1991.
- Космос-2159, 1991.
- Космос-2160, 1991.
- Космос-2161, 1991.
- Космос-2162, 1991.
- Космос-2163, 1991.
- Космос-2164, 1991.
- Космос-2165, 1991.
- Космос-2166, 1991.
- Космос-2167, 1991.
- Космос-2168, 1991.
- Космос-2169, 1991.
- Космос-2170, 1991.
- Космос-2171, 1991.
- Космос-2172, 1991.
- Космос-2173, 1991.
- Космос-2174, 1991.
- Космос-2175, 1992.
- Космос-2176, 1992.
- Космос-2177, 1992.
- Космос-2178, 1992.
- Космос-2179, 1992.
- Космос-2180, 1992.
- Космос-2181, 1992.
- Космос-2182, 1992.
- Космос-2183, 1992.
- Космос-2184, 1992.
- Космос-2185, 1992.
- Космос-2186, 1992.
- Космос-2187, 1992.
- Космос-2188, 1992.
- Космос-2189, 1992.
- Космос-2190, 1992.
- Космос-2191, 1992.
- Космос-2192, 1992.
- Космос-2193, 1992.
- Космос-2194, 1992.
- Космос-2195, 1992.
- Космос-2196, 1992.
- Космос-2197, 1992.
- Космос-2198, 1992.
- Космос-2199, 1992.
- Космос-2200, 1992.
- Космос-2201, 1992.
- Космос-2202, 1992.
- Космос-2203, 1992.
- Космос-2204, 1992.
- Космос-2205, 1992.
- Космос-2206, 1992.
- Космос-2207, 1992.
- Космос-2208, 1992.
- Космос-2209, 1992.
- Космос-2210, 1992.
- Космос-2211, 1992.
- Космос-2212, 1992.
- Космос-2213, 1992.
- Космос-2214, 1992.
- Космос-2215, 1992.
- Космос-2216, 1992.
- Космос-2217, 1992.
- Космос-2218, 1992.
- Космос-2219, 1992.
- Космос-2220, 1992.
- Космос-2221, 1992.
- Космос-2222, 1992.
- Космос-2223, 1992.
- Космос-2224, 1992.
- Космос-2225, 1992.
- Космос-2226, 1992.
- Космос-2227, 1992.
- Космос-2228, 1992.
- Космос-2230, 1993.
- Космос-2231, 1993.
- Космос-2232, 1993.
- Космос-2233, 1993.
- Космос-2234, 1993.
- Космос-2235, 1993.
- Космос-2236, 1993.
- Космос-2237, 1993.
- Космос-2238, 1993.
- Космос-2239, 1993.
- Космос-2240, 1993.
- Космос-2241, 1993.
- Космос-2242, 1993.
- Космос-2243, 1993.
- Космос-2244, 1993.
- Космос-2245, 1993.
- Космос-2246, 1993.
- Космос-2247, 1993.
- Космос-2248, 1993.
- Космос-2249, 1993.
- Космос-2250, 1993.
- Космос-2251, 1993.
- Космос-2252, 1993.
- Космос-2253, 1993.
- Космос-2254, 1993.
- Космос-2255, 1993.
- Космос-2256, 1993.
- Космос-2257, 1993.
- Космос-2258, 1993.
- Космос-2259, 1993.
- Космос-2260, 1993.
- Космос-2261, 1993.
- Космос-2262, 1993.
- Космос-2263, 1993.
- Космос-2264, 1993.
- Космос-2265, 1993.
- Космос-2266, 1993.
- Космос-2267, 1993.
- Космос-2268, 1994.
- Космос-2269, 1994.
- Космос-2270, 1994.
- Космос-2271, 1994.
- Космос-2272, 1994.
- Космос-2273, 1994.
- Космос-2274, 1994.
- Космос-2275, 1994.
- Космос-2276, 1994.
- Космос-2277, 1994.
- Космос-2278, 1994.
- Космос-2279, 1994.
- Космос-2280, 1994.
- Космос-2281, 1994.
- Космос-2282, 1994.
- Космос-2283, 1994.
- Космос-2284, 1994.
- Космос-2285, 1994.
- Космос-2286, 1994.
- Космос-2287, 1994.
- Космос-2288, 1994.
- Космос-2289, 1994.
- Космос-2290, 1994.
- Космос-2291, 1994.
- Космос-2292, 1994.
- Космос-2293, 1994.
- Космос-2294, 1994.
- Космос-2295, 1994.
- Космос-2296, 1994.
- Космос-2297, 1994.
- Космос-2298, 1994.
- Космос-2299, 1994.
- Космос-2300, 1994.
- Космос-2301, 1994.
- Космос-2302, 1994.
- Космос-2303, 1994.
- Космос-2304, 1994.
- Космос-2305, 1994.
- Космос-2306, 1995.
- Космос-2307, 1995.
- Космос-2308, 1995.
- Космос-2309, 1995.
- Космос-2310, 1995.
- Космос-2311, 1995.
- Космос-2312, 1995.
- Космос-2313, 1995.
- Космос-2314, 1995.
- Космос-2315, 1995.
- Космос-2316, 1995.
- Космос-2317, 1995.
- Космос-2318, 1995.
- Космос-2319, 1995.
- Космос-2320, 1995.
- Космос-2321, 1995.
- Космос-2322, 1995.
- Космос-2323, 1995.
- Космос-2324, 1995.
- Космос-2325, 1995.
- Космос-2326, 1995.
- Космос-2327, 1996.
- Космос-2328, 1996.
- Космос-2329, 1996.
- Космос-2330, 1996.
- Космос-2331, 1996.
- Космос-2332, 1996.
- Космос-2333, 1996.
- Космос-2334, 1996.
- Космос-2335, 1996.
- Космос-2336, 1996.
- Космос-2337, 1997.
- Космос-2338, 1997.
- Космос-2339, 1997.
- Космос-2340, 1997.
- Космос-2341, 1997.
- Космос-2342, 1997.
- Космос-2343, 1997.
- Космос-2344, 1997.
- Космос-2345, 1997.
- Космос-2346, 1997.
- Космос-2347, 1997.
- Космос-2348, 1997.
- Космос-2349, 1998.
- Космос-2350, 1998.
- Космос-2351, 1998.
- Космос-2352, 1998.
- Космос-2353, 1998.
- Космос-2354, 1998.
- Космос-2355, 1998.
- Космос-2356, 1998.
- Космос-2357, 1998.
- Космос-2358, 1998.
- Космос-2359, 1998.
- Космос-2360, 1998.
- Космос-2361, 1998.
- Космос-2362, 1998.
- Космос-2363, 1998.
- Космос-2364, 1998.
- Космос-2365, 1999.
- Космос-2366, 1999.
- Космос-2367, 1999.
- Космос-2368, 1999.
- Космос-2369, 2000.
- Космос-2370, 2000.
- Космос-2371, 2000.
- Космос-2372, 2000.
- Космос-2373, 2000.
- Космос-2374, 2000.
- Космос-2375, 2000.
- Космос-2376, 2000.
- Космос-2377, 2001.
- Космос-2378, 2001.
- Космос-2379, 2001.
- Космос-2380, 2001.
- Космос-2381, 2001.
- Космос-2382, 2001.
- Космос-2383, 2001.
- Космос-2384, 2001.
- Космос-2385, 2001.
- Космос-2386, 2001.
- Космос-2387, 2002.
- Космос-2388, 2002.
- Космос-2389, 2002.
- Космос-2390, 2002.
- Космос-2391, 2002.
- Космос-2392, 2002.
- Космос-2393, 2002.
- Космос-2394, 2002.
- Космос-2395, 2002.
- Космос-2396, 2002.
- Космос-2397, 2003.
- Космос-2398, 2003.
- Космос-2399, 2003.
- Космос-2400, 2003.
- Космос-2401, 2003.
- Космос-2402, 2003.
- Космос-2403, 2003.
- Космос-2404, 2003.
- Космос-2405, 2004.
- Космос-2406, 2004.
- Космос-2407, 2004.
- Космос-2408, 2004.
- Космос-2409, 2004.
- Космос-2410, 2004.
- Космос-2411, 2004.
- Космос-2412, 2004.
- Космос-2413, 2004.
- Космос-2414, 2005.
- Космос-2415, 2005.
- Космос-2417, 2005.
- Космос-2418, 2005.
- Космос-2419, 2005.
- Космос-2420, 2006.
- Космос-2421, 2006.
- Космос-2422, 2006.
- Космос-2423, 2006.
- Космос-2424, 2006.
- Космос-2425, 2006.
- Космос-2426, 2006.
- Космос-2427, 2007.
- Космос-2428, 2007.
- Космос-2429, 2007.
- Космос-2431, 2007.
- Космос-2432, 2007.
- Космос-2433, 2007.
- Космос-2434, 2007.
- Космос-2435, 2007.
- Космос-2436, 2007.
- Космос-2437, 2007.
- Космос-2437, 2008.
- Космос-2438, 2008.
- Космос-2439, 2008.
- Космос-2440, 2008.
- Космос-2441, 2008.
- Космос-2445, 2008.
- Космос-2446, 2008.
- Космос-2447, 2008.
- Космос-2448, 2008.
- Космос-2449, 2008.
- Космос-2450, 2009.
- Космос-2451, 2009.
- Космос-2452, 2009.
- Космос-2453, 2009.
- Космос-2454, 2009.
- Космос-2455, 2009.
- Космос-2456, 2009.
- Космос-2457, 2009.
- Космос-2458, 2009.
- Космос-2459, 2010.
- Космос-2460, 2010.
- Космос-2461, 2010.
- Космос-2462, 2010.
- Космос-2463, 2010.
- Космос-2464, 2010.
- Космос-2465, 2010.
- Космос-2466, 2010.
- Космос-2467, 2010.
- Космос-2468, 2010.
- Космос-2469, 2010.
- Космос-2470, 2011.
- Космос-2471, 2011.
- Космос-2472, 2011.
- Космос-2473, 2011.
- Космос-2474, 2011.
- Космос-2475, 2011.
- Космос-2476, 2011.
- Космос-2477, 2011.
- Космос-2478, 2011.
- Космос-2479, 2011.
- Космос-2480, 2012.
- Космос-2481, 2012.